# Jeg bærer med smil min byrde
"Jeg bærer med smil min byrde" ("Sundt blod") er en dansk sang med tekst af Jeppe Aakjær og musik af Carl Nielsen.

## Tekst
Teksten stammer fra Aakjærs digtsamling Rugens sange.
Den var skrevet den 19. februar 1906 og udgivet senere samme år.
Den oprindelig titel var "Sundt Blod".
Den 19. februar 1906 var en særlig produktiv dag, hvor Aakjær også fik digtene "Kornmod" og "Høst" fra hånden.
Digtet har fem strofer med fire verselinjer hver.
Der er uregelmæssig metrik i verselinjerne.
Digtet har krydsende enderim i skemaet AbAb.
Jeg bærer med smil min byrde,

jeg drager med sang mit læs -

jeg er som den vilde hyrde,

der genner sit kvæg på græs.
Tom Kristensen dedikerede sit digt Dagligt brød til Jeppe Aakjær og i den forbindelse citerede de to sidste linjer fra første strofe.
Se, duggen driver fra norden

hen over det bøjede korn,

mens solen stiger af jorden

imellem oksernes horn!
Aage J. Chr. Pedersen citerede 3. og 5. strofe i Lars Lynges store opdagelse hvor det hedder som introduktion af citatet af 3. strofe: "indsmigrende lød Jeppe Aakjærs Strofer om den uudsigelige Glæde over Mødet med Naturen".
Jeg ser over tindrende marker

og langt mod den blånende fjord,

jeg stirrer på sejlende arker,

men finder ej tolkende ord.
Mens 3. strofe fokuserer på synsindtryk, så fokuserer 4. strofe på lyde:
Jeg slænger skalmejen for munden;

jeg trækker så lang dens lyd,

at kilderne klukker i lunden,

og bukkene bræger af fryd!

Hvor kan I dog gruble og græde,

så længe Guds himmel er blå!

Mit hjerte skælver af glæde,

blot duggen dynker et strå.
Digtet er et rolledigt.
Højskolernes Hus' kommentarer til sangen karakteriserer den som "en euforisk hyldest til naturen og livet med budskabet om, at livets udfordringer ikke må stå i vejen for glæden over tilværelsens gaver."

## Musik
I slutningen af 1914 havde Thomas Laub foreslået Carl Nielsen, at de skrev enkle melodier til danske tekster, og i løbet af tre år fik de to frembragt 42 melodier, hvoraf Nielsen stod for de 23.
"Jeg bærer med smil min byrde" var en af de 23.
Ifølge Nielsens dagbog var sangen komponeret den 20. december 1914.
Melodien begynder på sin højeste tone
og falder herefter med, hvad Jørgen I. Jensen har benævnt "det faldende motiv".
Starten med toptonen kalder Højskolernes Hus "helt uhørt".
Phillip Faber karakteriserer den som "lidt af en koldstart, der ikke er rar at synge", men anser den også for et genialt eksempel hvor toptonen ikke ligger i midten af melodien og kalder denne start "virkningsfuld" og "et af de træk, der giver melodien karakter".
Ambitus er en lille none. Den dybeste tone forekommer som den næstsidste tone.
I Carl Nielsens værkfortegnelse har sangen nummer 212.
I den første udgivelse har Carl Nielsen sat sangen i E-dur og instrueret "Med bred Glæde, ligesom slentrende."
Melodi og klaverarrangement er givet.

## Udgivelser og indspilninger
Aakjærs digt udkom i digtsamlingen Rugens Sange og andre Sange under titlen "Sundt Blod" i 1906. Digtsamlingen havde to dele:
Rugens Sange og Andre Digte, og "Sundt Blod" er at finde under Andre Digte i lighed med "Jens Vejmand".
"Jeg bærer med smil min byrde" blev udgivet i Laub og Nielsens første bind af En snes danske viser der kom i 1915.
Fra samme bind stammer "Nu er dagen fuld af sang".
Sangen var indeholdt i Kongesangbogen, — en sangbog med danske fædrelandssange udgivet den 26. september 1940 i forbindelse med Christian X's 70-års fødselsdag.
Dens første version er i E-dur.
Senere udgivelser har sat den ned, således er den i Folkehøjskolens Melodibog 9. udgave sat ned til C-dur. Her er den også med becifring.
I 555 sange er den også i C-dur og under afsnittet Årets sange.
Ligeledes for Edition Wilhelm Hansens Sangbogen hvor den befinder sig i afsnittet "Året rundt".
Sangen er indspillet af Aksel Schiøtz.
Erik Paaske indspillede sangen akkompagnieret af Poul Godske på klaver.
Zenobias udgave med solostemme findes på deres album "Fra Fynske Kyster – Zenobia spiller Carl Nielsen" udgivet 2013.
Af kor der har indspillet "Jeg bærer med smil min byrde" finder man Ars Nova
og Musica Ficta.
En udgave med engelsk oversættelse udkom med albummet The Unknown Carl Nielsen.
En opgørelse udgivet 2012 fandt at sangen var indspillet fem gange inden for jazzrepertoiret:
af Carl Nielsen Jazz Trio, Thomas Fryland Sekstet, Erik Grip, Jan Kaspersen og Jens Nielsen.
Sangen indgår i en episode, "Dagen efter dagen derpå", i Huset på Christianshavn.

## Vurderinger
De to bind af sangbogen En snes danske viser er af Niels Krabbe kaldt "Det afgørende gennembrud for nybruddet i den folkelige sang i Danmark".
I Carl Nielsens livstid var "Jeg bærer med smil min byrde" en af hans oftest spillede sange i Danmarks Radio.
Mindst 19 gange blev det til med den første udsendelse nok den 2. juni 1925 og den sidste nok den 26. august 1931. Blandt Nielsens folkesange var den kun overgået af "Nu er dagen fuld af sang".
Det var også en af Nielsens mest spillede sange ved koncerter i Tivoli i hans livstid.
Under besættelsen indtog Aakjærs sange "en fremtrædende plads i alsangens repertoire" med "Jeg bærer med smil min byrde" som fremhævet.
I et værk udgivet i 1951 kaldte Richardt Gandrup "Jeg bærer med smil" for "den underskønne pastorale sang".
Senere tider har ikke sat sangen i toppen.
Den findes således ikke i top 50 i DR P2's lytteres afstemning over danske sange i 2015.
Georg Metz havde heller ikke fundet den værdig til at få omtale i hans bog "Min danske sang" fra 2008.
Sangen er dog så velkendt at et dagblad kunne lave ordspillet "Jeg bærer med smil min ældrebyrde" i 2007.
Hans Bendix fortæller, at J.F. Willumsen var kritisk indstillet overfor Carl Nielsens populærmusik:
| „ | Willumsen hånede Carl Nielsen, han leflede for det folkelige med musikken til "Jens Vejmand" og "Jeg bærer med smil min Byrde". Carl Nielsen ville ikke kun lave kammermusik for udvalgte få. Willumsen mente ikke, at folket havde nogetsomhelst forhold til kunst. Han var aristokraten. De skændtes." | “ |